# Jocelyn Pook
Jocelyn Pook (* 14. Februar 1960 in Birmingham) ist eine englische Komponistin und Violinistin.

## Leben
Nach ihrem Abschluss an der Londoner Guildhall School of Music and Drama trat sie mit zahlreichen Popmusikern auf, u. a. The Communards, Massive Attack und Peter Gabriel, und gründete Electra Strings, für die sie Material komponierte. Sie hat häufig mit bedeutenden Tanzgruppen wie DV8 und Shobana Jeyasingh gearbeitet. Wichtige Filmmusiken entstanden für Michael Radfords Film Der Kaufmann von Venedig und für Stanley Kubricks letzten Film Eyes Wide Shut. Sie arbeitete unter anderem an dem Soundtrack OVO von Peter Gabriel für die Millennium Dome Show von 2000 mit.
2017 wurde sie in die Academy of Motion Picture Arts and Sciences (AMPAS) aufgenommen, die jährlich die Oscars vergibt. 2018 gewann sie einen BAFTA TV Award für ihre Musik zu King Charles III.

## Werke (Auszug)
- 1994: Blow the Wind: Pie Jesu (Mezzosopran, Streichquartett, Tonband)
- 1999: Portraits in Absentia (Anrufbeantworter-Nachrichten, Orchester)
- 2000: Saints and Sinners (Persischer Gesang, Chor)
- 2002: Speaking in Tunes (Streichquartett, Tonband)

## Diskografie (Auszug)
- 1997 Deluge – Venture CDVE 933
- 1999 Flood
- 2001 Untold Things – Real World CDRW93

### Soundtracks
- 1999 – Eyes Wide Shut
- 2002 – Gangs of New York
- 2004 Der Kaufmann von Venedig – Filmmusik – Decca 475 6367
- 2011 – Room 304

## Filmografie (Auswahl)
- 1999: Eyes Wide Shut
- 2000: The Sight
- 2001: Vater töten! (Comment j’ai tué mon père)
- 2001: Auszeit (L’emploi du temps)
- 2002 Ten Minutes Older: The Cello (Episode „Addicted to the Stars“)
- 2004: The Returned (Les Revenants)
- 2004: David Kelly – Der Waffeninspektor (The Government Inspector)
- 2004: Der Kaufmann von Venedig (The Merchant of Venice)
- 2004–2013: The Staircase: Tod auf der Treppe (Soupçons, Fernsehserie, 10 Folgen)
- 2004: Wild Side
- 2005: Heidi
- 2007: Brick Lane
- 2007: Caótica Ana
- 2007: Everest – Wettlauf in den Tod (Everest)
- 2009: Plein Sud – Auf dem Weg nach Süden (Plein Sud)
- 2010: Eine Nacht in Rom (Habitación en Roma)
- 2012: Die Unsichtbaren (Les invisibles)
- 2012: Augustine
- 2017: King Charles III
- 2017: Die Frau des Nobelpreisträgers (The Wife)